# Bassenge (Belgia)
Bassenge (nld. i niem. Bitsingen, wa. Bassindje) – miejscowość i gmina (commune) w Belgii, w Regionie Walońskim, w prowincji Liège, w okręgu Liège. 1 stycznia 2024 roku liczyła 9028 mieszkańców.

## Podział administracyjny
W skład gminy wchodzi pięć dzielnic (section):
- Boirs (Beurs)
- Eben-Emael
- Glons (Glaaien)
- Roclenge-sur-Geer (Rukkelingen-aan-de-Jeker)
- Wonck (Wonk)